# ケープ

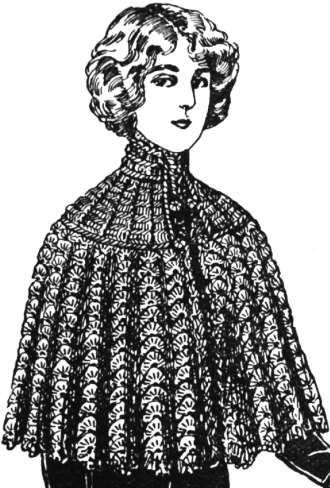
ケープ

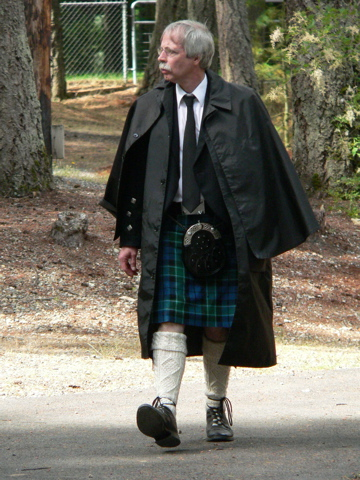
インバネス・ケープ

ケープ（英: cape）は袖なしのアウターウェアの一種で、着用者の背中、腕、胸をぐるりと垂らすように覆い、首元で固定される。ケープは手の込んだ刺繍で精緻に装飾されることがある。前が閉じていないものは肩掛けにも分類できる。

## 用語
英語では、“cape”は丈の短いもの、“cloak”（クローク）は足元まで届く丈の長いもの、という違いがあるが、両方とも丈の長いものとして同義にされることもある。

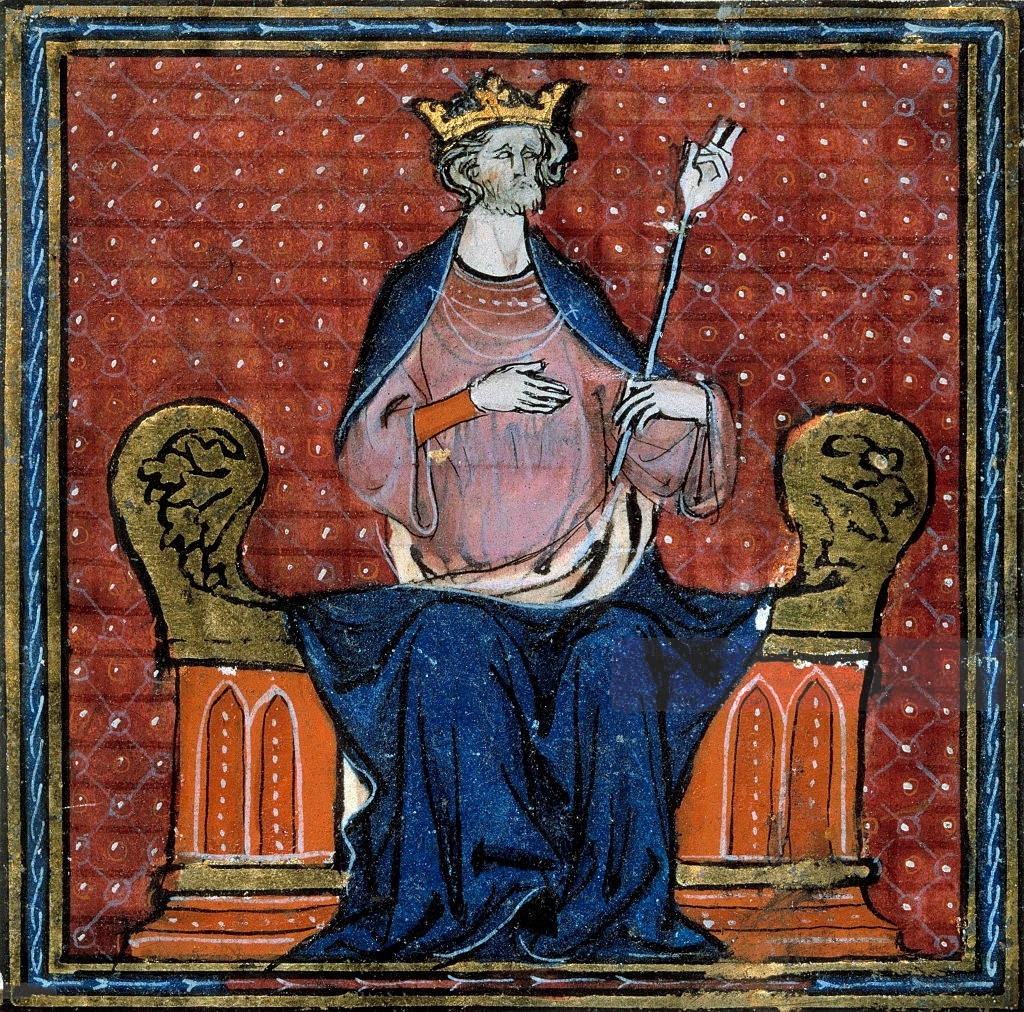
「合羽のユーグ」ことユーグ・カペー

フランス語では「カプ」(cape)。カペー家の由来ともなっている。ユーグ・カペーは「合羽のユーグ」（ケープのユーグ）として知られる。
ポルトガル語の「カパ」 (capa) も語源は同じだが、こちらは外套を意味する。カパは日本語に入り合羽（かっぱ）となった。

## 用途
礼装として
女性がイブニングドレスのコーディネートにケープを使うことは多い。その場合の丈は、肩まで、腰まで、足元までと様々である。丈の短いものは、毛皮製もしくは毛皮の飾りをつけたものが多い。しかし近年は毛皮を使ったファッションが許容されなくなりつつあり、豪華な裏地と飾りをあしらった他の高価なケープが使われることもある。よく使われる布地はベルベット、絹、サテンである。アメリカ陸軍の礼装では、トレンチコートの代わりとしてケープが今も使われている。
祭服として
カトリック教会の聖職者が礼拝以外の公式行事で着用するフェライオロもケープの一種である。コープは、ケープの形をした礼拝時の祭服である。
雨具として
雨具としてのケープは、通常丈が長くゆったりした覆い状になっており、着用者が雨に濡れないようになっている。
軍用品として
ケープは様々な軍隊や警察組織で、雨具として今も常用されている（フランスなど）。ガス・ケープはゆったりした軍用着の一種で、大型のガスマスクを着用した兵士用の雨具として、20世紀の戦争で使われた。
覆いとして
現代において、ケープは床屋や美容院で広く使われている。これは刈った髪の毛やスタイリングで使う薬剤から客の衣服を守るためである。また、健康診断時に不必要な露出を避けるためにケープが使用される場合がある。

## 歴史
ケープは中世で広く使われ、特にシャプロン（頭巾の一種）と組み合わせることが多く、その後も19世紀の欧州などで定期的に流行があったりした。
ヴィクトリア朝時代において、ケープ付きのオーバーコートは男性の間で一般的だった。例えば、複数の布地を重ねたケープを付けたアルスター・コート、礼装・普段着どちらでも使われたインバネス・コートがある。アルスター・コートは1920年代にケープが除かれ、インバネス・コートは今では廃れた（スチームパンク・ファッションで限定的にリバイバルがあったが）。

## ケープの例
イブニング・ケープ
婦人の正装の上に羽織るケープ。イブニング・パーティに着たことから。
インバネス・ケープ
スコットランドのケープで、インバネス・コートと組み合わせて着る。コートとケープを合わせて二重回しともいう。
オペラ・ケープ
婦人の正装の上に羽織るケープ。オペラの観劇に着たことから。
サーキュラー・ケープ
円の布の中央をくりぬいたケープ。
タルマ
19世紀に男女ともに使われた肩掛け。フランスの俳優フランソワ・ジョゼフ・タルマから。
トライアングル・ケープ
三角形または正方形の布の角を背中に垂らしたケープ。
パラティン
レース（本来は毛皮）でできた、婦人用の小さな肩掛け。17世紀ドイツのバヴィエール侯女パラティンから。
ペルリーヌ
婦人用の長い丈の肩掛け。元は巡礼者（ペルリーヌ）が用いた。